# St. Michaelis (Bad Lobenstein)

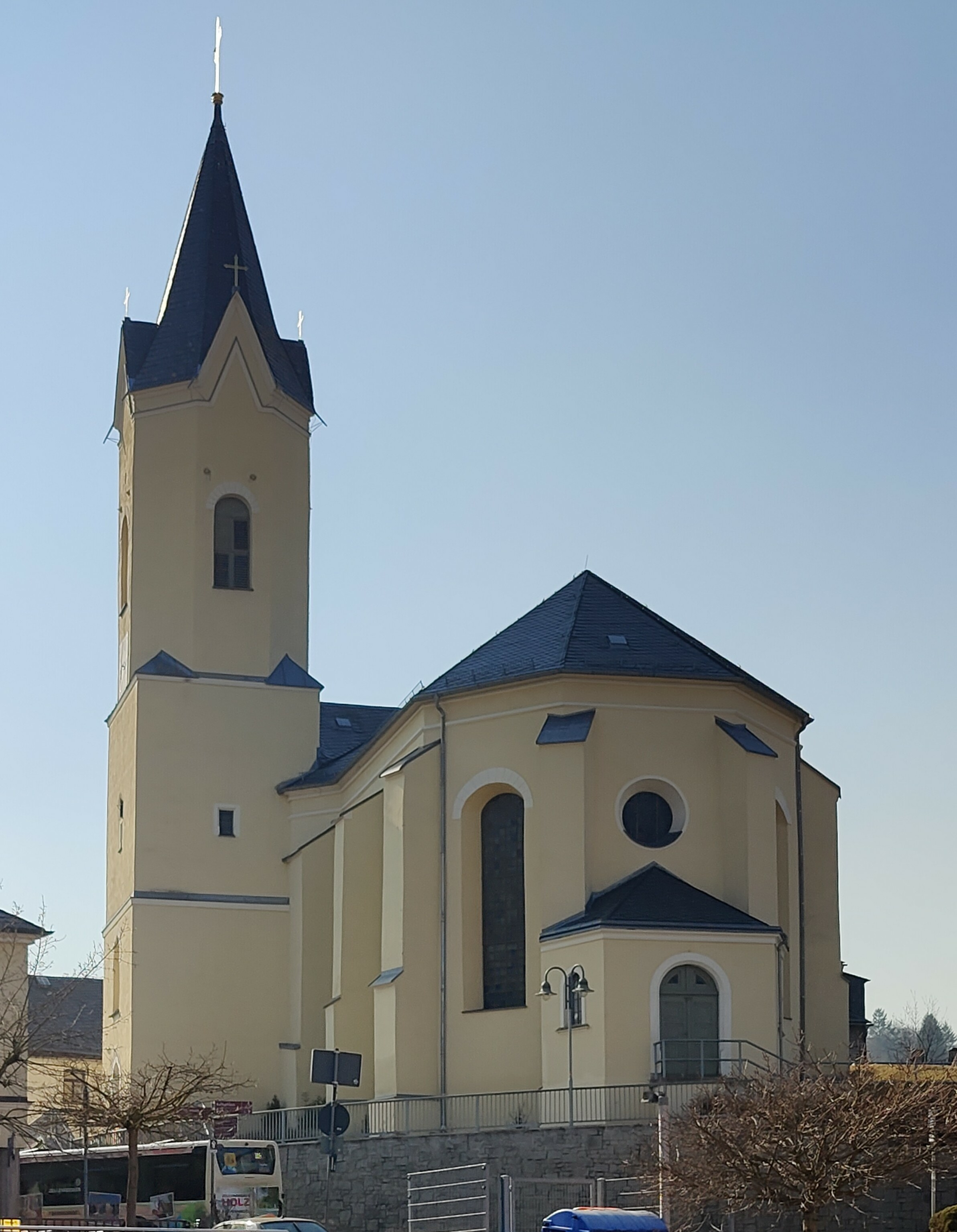
St. Michaelis Bad Lobenstein

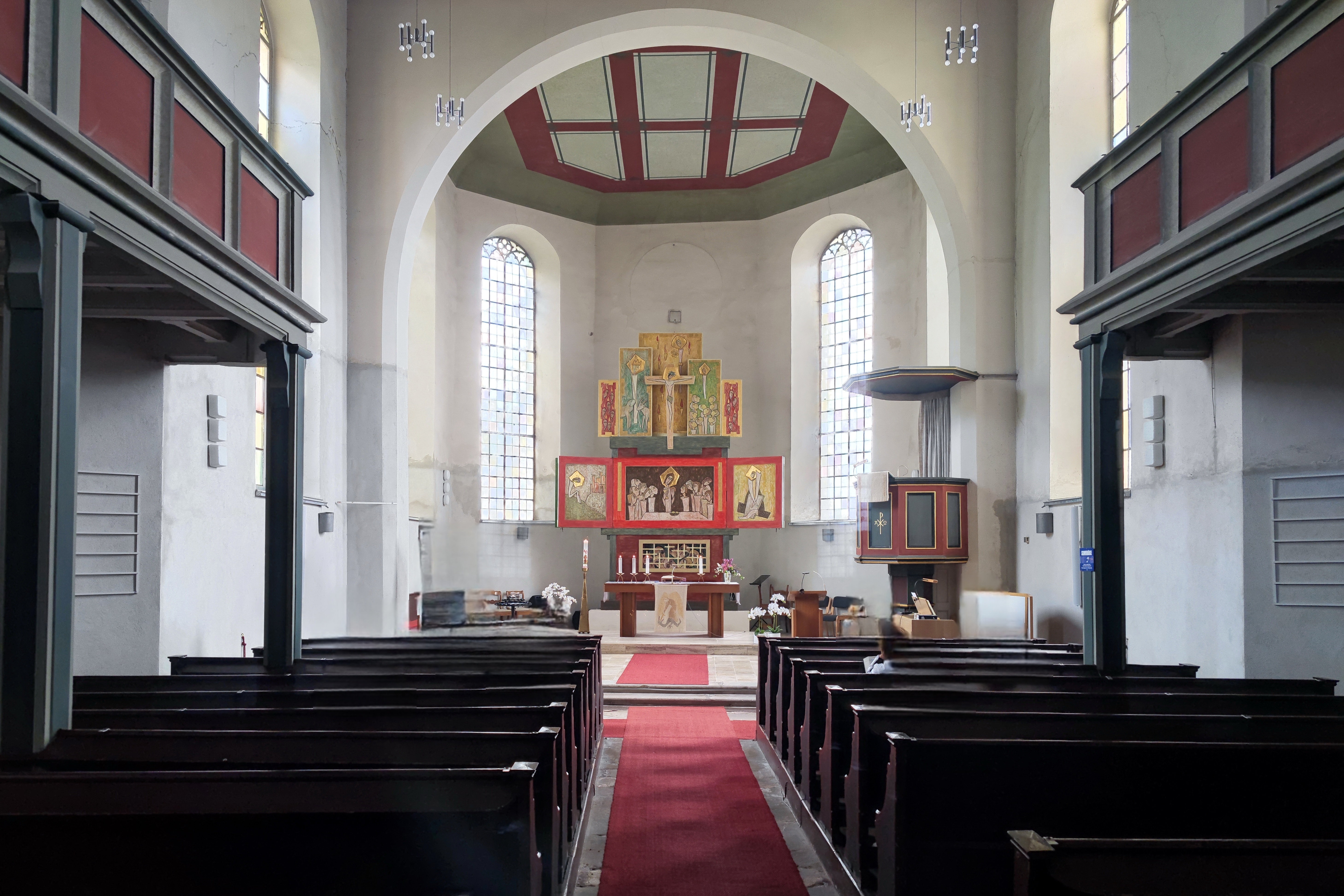
St. Michaelis: Innenraum

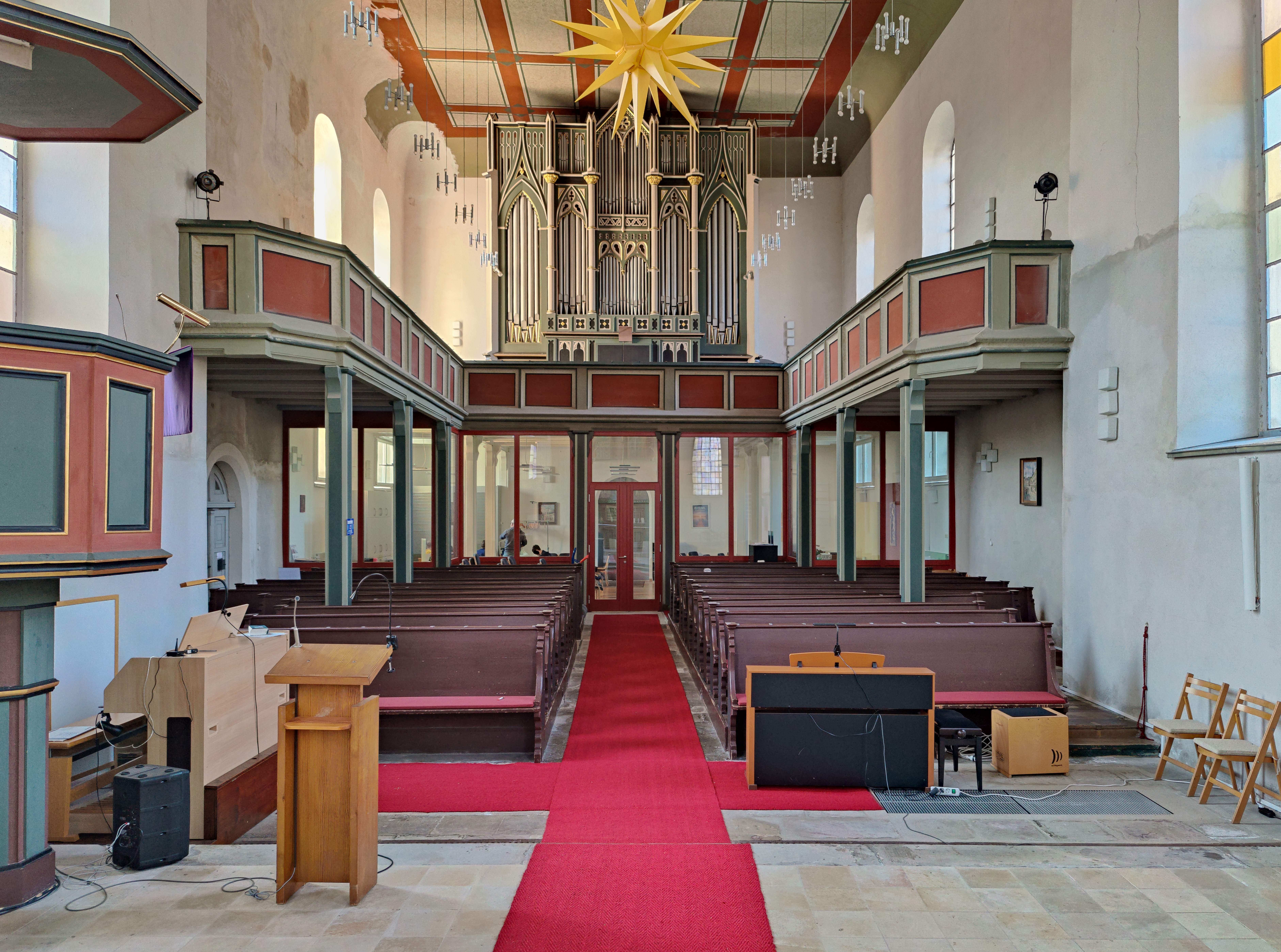
Innenraum mit Jehmlich-Orgel (2022)

Die evangelische Stadtkirche St. Michaelis steht dominant im Norden jenseits der Marktbebauung in der Stadt Bad Lobenstein im Saale-Orla-Kreis in Thüringen.

## Geschichte
Die gotische Hallenkirche wurde im 14. Jahrhundert errichtet, der Vorgängerbau könnte eine romanische  Kapelle gewesen sein. Es ist bekannt, dass von 1587 bis 1612 das Langhaus vergrößert und ein Kirchturm angebaut wurde. In den Jahren 1714, 1732 und 1862 brannte das Gotteshaus ab, wurde jedoch immer wieder neu aufgebaut.
Die Stadtkirche wurde 1714 zugleich Hofkirche der Herrschaft Reuß jüngerer Linie, Lobenstein.
Das Gotteshaus  besteht aus einem flachgedeckten Saal, an dem sich an der Südseite der Turm befindet. Der Chor ist schmal und flach und endet in einem Fünfachtelschluss. Die Stadtkirche besitzt Strebepfeiler und ist nicht eingewölbt. Die Ausstattung ist neugotisch.
Bemerkenswert ist die Altarwand in Enkaustik-Technik von Friedrich Popp.
Im Außenbereich fanden nach der Wende bis 2007 umfangreiche Sanierungsarbeiten am Kirchturm, an der Dachbedeckung und an der Fassade statt.

## Orgel
Die Orgel wurde 1965 von der Firma Jehmlich im historischen Peternell-Gehäuse von 1866 erbaut. Sie umfasst 21 Register, verteilt auf zwei Manuale und Pedal. Die Disposition lautet:
| I Manual C–f3 |     |
| Quintatön     | 16′ |
| Prinzipal     | 8′  |
| Gemshorn      | 8′  |
| Oktave        | 4′  |
| Holzflöte     | 4′  |
| Oktave        | 2′  |
| Mixtur V–VI   |     |

| II Manual C–f3 |       |
| Holzgedackt    | 8′    |
| Prinzipal      | 4′    |
| Waldflöte      | 2′    |
| Sifflöte       | 1′    |
| Nasat          | 2 ⁄3′ |
| Terz           |       |
| Zimbel IV      |       |

| Pedal C–f1    |     |
| Prinzipalbaß  | 16′ |
| Subbaß        | 16′ |
| Prinzipalbaß  | 8′  |
| Gedacktbaß    | 8′  |
| Choralbaß     | 4′  |
| Hintersatz VI |     |
| Trompetenbaß  | 8′  |

- Koppeln: II/I, I/P, II/P